# 金錫俊
金 錫俊（キム・ソクチュン、朝鮮語: 김석준、1961年 -  ）は、朝鮮民主主義人民共和国の政治家。国家建設監督相、朝鮮建築家同盟中央委員会委員長、白頭山建築研究院長などを歴任した。

## 経歴
1961年に平壌直轄市で生まれた。白頭山建築研究設計事務所所長などを経て、2010年5月に白頭山建築研究院長に任命された。2011年9月26日に崔永林内閣総理に国家建設監督相として随行したと報じられたことから、同職への任命が確認された。朝鮮建築家同盟中央委員会委員長を兼任。
2013年5月に国家建設監督相を解任され、12月には白頭山建築研究院長も解任された。

## 参考サイト
- 북한정보포털

| 先代裵達俊 | 国家建設監督相2011年 - 2013年 | 次代権成虎 |

| 先代キム・ミョンゴル | 白頭山建築研究院長2010年 - 2013年 | 次代パク・オク |